# Nyabusyo
Nyabusyo är ett vattendrag i Burundi. Det ligger i den centrala delen av landet, 70 km nordost om huvudstaden Bujumbura.
Omgivningarna runt Nyabusyo är en mosaik av jordbruksmark och naturlig växtlighet. Runt Nyabusyo är det tätbefolkat, med 331 invånare per kvadratkilometer.